# Hannes Koch (Journalist)

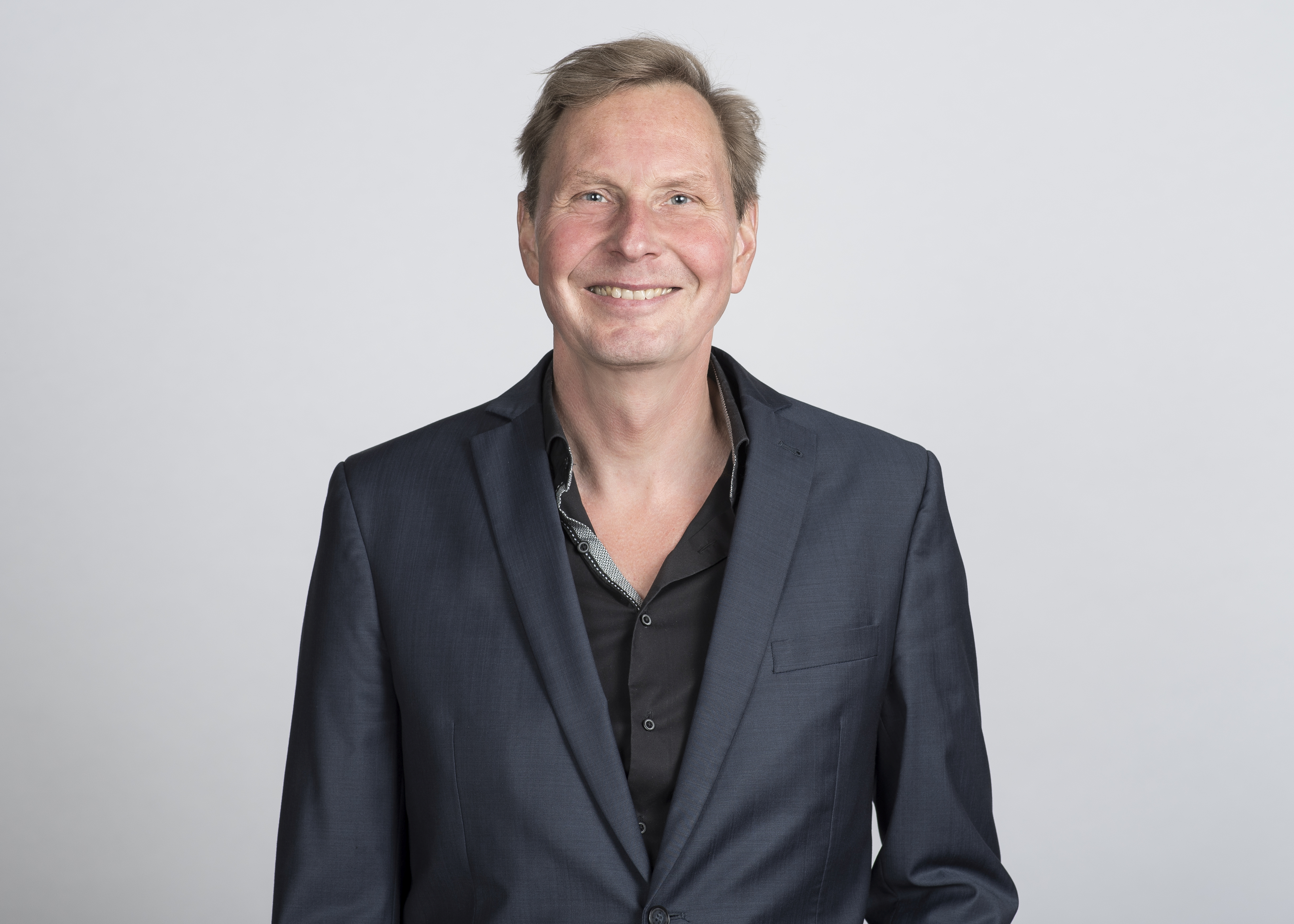
Hannes Koch (2018)

Hannes Koch (* 1961 in Remscheid) ist ein selbstständig arbeitender deutscher Wirtschaftskorrespondent. Er schreibt für zahlreiche deutsche Zeitungen und ist Mitbegründer des Pressebüros die korrespondenten.

## Werdegang
Ab 1981 studierte Hannes Koch Geschichte, Germanistik, Pädagogik, Philosophie und Volkswirtschaftslehre in Bonn und Hannover. Dem Studium schlossen sich der Zivildienst (ab 1987), ein Volontariat (ab 1990) und eine Tätigkeit als Lehrer an. Ab 1993 arbeitete Koch als freier Journalist für verschiedene Zeitungen (zum Beispiel Berliner Morgenpost, Süddeutsche Zeitung, Frankfurter Rundschau). Für die Berliner Morgenpost arbeitete Hannes Koch ab 1996 und wechselte dann 1997 zur taz, Die Tageszeitung. Zunächst war er Redakteur für Wirtschaft und Umwelt der taz, ab 2002 deren stellvertretender Parlamentskorrespondent und von 2005 an Parlamentskorrespondent mit den Schwerpunkten Wirtschafts-, Sozial-, Arbeitsmarkt- und Finanzpolitik sowie Internationale Politik und Globalisierung.
2003 gründete Koch das „European Institute for Globalisation Research“. 2008 war Hannes Koch Mitbegründer des Pressebüros die korrespondenten.
Hannes Koch hat eine Tochter und einen Sohn.

## Auszeichnungen
- 1998: Journalisten-Wettbewerb des Märkischen Presseclubs Berlin: erster Preis[1]
- 2018: Theodor-Wolff-Preis des Bundesverbandes Digitalpublisher und Zeitungsverleger e. V. (BDZV) zum Thema des Jahres „Heimat und die Fremden“[11] für den Text: „Karim, ich muss dich abschieben“[10][12]

## Publikationen
- Hannes Koch: New economy. Rotbuch Verlag, Hamburg 2001, ISBN 978-3-434-53520-1 (d-nb.info).
- Hannes Koch: Soziale Kapitalisten. Vorbilder für eine gerechte Wirtschaft New economy. Rotbuch Verlag, Berlin 2007, ISBN 978-3-86789-016-8 (d-nb.info).
- Brigitte Hamm, Hannes Koch: Soziale und ökologische Verantwortung. zur Umsetzung des Global Compact in deutschen Mitgliedsunternehmen. Otto-Brenner-Stiftung (OBS), Frankfurt am Main 2010 (d-nb.info – eine Studie der Otto-Brenner-Stiftung).
- Hannes Koch, Bernhard Pötter, Peter Unfried: Stromwechsel. Wie Bürger und Konzerne um die Energiewende kämpfen. Westend Verlag, Frankfurt am Main 2012, ISBN 978-3-86489-009-3 (archive.org).
- Heidi Feldt, Hannes Koch: Konfliktstoff Rohstoffe. Analyse, Chancen und Grenzen von Dialogprozessen und Kampagnen im Rohstoffsektor. Brot für die Welt (BfdW), Berlin 2016 (brot-fuer-die-welt.de [PDF] Analyse).
- Ulrich Gericke, Hannes Koch, Katharina Koufen: 101 x Wirtschaft. Alles was wichtig ist. wbg Theiss in Wissenschaftliche Buchgesellschaft (WBG), Darmstadt 2020, ISBN 978-3-8062-4188-4, S. 272 (wbg-wissenverbindet.de).